# Drumcondra FC
Der Drumcondra Football Club (irisch Cumann Peile Droim Conrach) war ein irischer Fußballverein aus dem Dubliner Stadtteil Drumcondra. Der Verein wurde jeweils fünfmal irischer Meister und Pokalsieger. Die Mannschaft war unter dem Spitznamen „Drums“ bekannt.

## Geschichte
Der Verein wurde im Jahre 1924 gegründet und spielte zunächst in der unterklassigen Leinster Senior League. Drei Jahre nach der Vereinsgründung gewann der Verein erstmals den irischen Pokal. Im Finale trafen die „Drums“ auf den Lokalrivalen Brideville FC und trennten sich 1:1. Das Wiederholungsspiel gewann Drumcondra durch einen Treffer von Johnny Murray in der Verlängerung mit 1:0. Ein Jahr später erreichte die Mannschaft erneut das Finale, verlor allerdings mit 1:2 gegen die Bohemians Dublin. Ebenfalls 1928 wurde der Verein in die League of Ireland aufgenommen. Nach einem vierten Platz in der Saison 1928/29 schlossen sich viele Jahre mit durchschnittlichen Platzierungen an. 1933 und 1938 wurden die „Drums“ jeweils Tabellenletzter. Da es weder Auf- noch Abstieg gab, blieb der Verein in der Liga. 1943 gewann Drumcondra zum zweiten Mal den irischen Pokal durch einen 2:1-Finalsieg über Cork United. Der dritte Pokalsieg folgte 1946 nach einem 2:1 gegen die Shamrock Rovers.
Mitte der 1940er Jahre begann die erfolgreichste Zeit der „Drums“. Sie wurden 1948 und 1949 jeweils Meister. Zwischenzeitlich verloren die „Drums“ das Pokalfinale 1948 gegen die Shamrock Rovers mit 1:2. Anfang der 1950er Jahre übernahm der Eisenbahnunternehmer Sam Prole den Verein und machte Drumcondra zu einem der erfolgreichsten und populärsten Vereine in Irland. Unter anderem sorgte Prole für überdachte Tribünen sowie Bandenwerbung und installierte als erster irischer Verein eine Flutlichtanlage. 1954 und 1957 gewannen die „Drums“ den Pokal durch ein 1:0 gegen St Patrick’s Athletic bzw. die Shamrock Rovers, verloren aber das Endspiel 1961 gegen St Patrick’s Athletic mit 1:2. In den Jahren 1958, 1961 und 1965 sicherte sich Drumcondra drei weitere Meistertitel. Darüber hinaus nahm der Verein mehrfach am Europapokal teil und konnte in der zweiten Runde des Messestädte-Pokals 1962/63 den FC Bayern München mit 1:0 besiegen.
Ende der 1960er Jahre konnten die „Drums“ nicht mehr an ihre Erfolge anknüpfen und rutschten in der Tabelle immer weiter ab. 1969 und 1970 wurde der Verein jeweils Tabellenletzter. Aus finanziellen Gründen verkaufte Sam Prole im Jahre 1972 seine Anteile an Drumcondra an den Amateurverein Home Farm FC, der in der League of Ireland 1972/73 als Home Farm/Drumcondra spielte, aber schon in der folgenden Saison wieder als Home Farm FC spielte. Im Jahre 2008 wurde ein gleichnamiger Nachfolgeverein gegründet, der als Drumcondra AFC in der Leinster Senior League spielt.

## Erfolge
- Irischer Meister: 1948, 1949, 1958, 1961, 1965
- Irischer Pokalsieger: 1927, 1943, 1946, 1954, 1957
- Irischer Pokalfinalist: 1928, 1948, 1955, 1961
- League of Ireland Shield: 1946, 1947, 1951, 1962

## Europapokalbilanz
| Saison  | Wettbewerb                    | Runde    | Gegner              | Gesamt | Hin     | Rück    |
| ------- | ----------------------------- | -------- | ------------------- | ------ | ------- | ------- |
| 1958/59 | Europapokal der Landesmeister | 1. Runde | Atlético Madrid     | 1:13   | 1:5 (H) | 0:8 (A) |
| 1961/62 | Europapokal der Landesmeister | 1. Runde | 1. FC Nürnberg      | 1:9    | 0:5 (A) | 1:4 (H) |
| 1962/63 | Messestädte-Pokal             | 1. Runde | Odense BK           | 1:9    | 4:1 (H) | 2:4 (A) |
| 1962/63 | Messestädte-Pokal             | 2. Runde | FC Bayern München   | 1:6    | 0:6 (A) | 1:0 (H) |
| 1965/66 | Europapokal der Landesmeister | 1. Runde | Vorwärts Berlin     | 1:3    | 1:0 (H) | 0:3 (A) |
| 1966/67 | Messestädte-Pokal             | 1. Runde | Eintracht Frankfurt | 1:8    | 0:2 (H) | 1:6 (A) |

Gesamtbilanz: 13 Spiele, 3 Siege, 10 Niederlagen, 11:44 Tore (Tordifferenz −33)